# Real Escape Game: Defenders of the Triforce
Real Escape Game: Defenders of the Triforce (ou simplement Defenders of the Triforce) est un jeu d'évasion grandeur nature itinérant basé sur la franchise The Legend of Zelda, créé par Nintendo en collaboration avec l'entreprise Scrap et disponible aux États-Unis depuis janvier 2017,,,,,.
Dans Defenders of the Triforce, une équipe de six joueurs doit résoudre en une heure des énigmes ou casse-têtes sur le thème et le visuel de la saga The Legend of Zelda et mettant en scène des objets et personnages issus des jeux vidéo,.
Real Escape Game: Defenders of the Triforce est prévu lors de la Japan Expo 2017 à Paris, du 6 au 9 juillet. Le jeu est également disponible durant l'été 2017 à Londres et à Barcelone.